# Triaenodes
Triaenodes é um género de insecto da família Leptoceridae.
Este género contém as seguintes espécies:
- Triaenodes phalacris
- Triaenodes tridonata
- Triaenodes bicolor